# Chlorocoma eucela
Chlorocoma eucela là một loài bướm đêm trong họ Geometridae.